# کاتیل (شهر)
کاتیل (به لاتین: Ghatail) یک منطقهٔ مسکونی در بنگلادش است که در کاتیل واقع شده‌است. کاتیل ۸٫۰۸ کیلومتر مربع مساحت و ۳۵٬۲۴۵ نفر جمعیت دارد.